# J'me sens pas belle
Pour plus de détails, voir Fiche technique et Distribution.
J'me sens pas belle est un film français réalisé par Bernard Jeanjean sorti en 2004.

## Synopsis
Fanny, une trentenaire célibataire, ne veut plus entendre parler d'amour mais seulement d'aventures d'un soir. Calculatrice et manipulatrice, elle jette son dévolu sur Paul, un collègue de bureau, et l'invite chez elle, avec l'intention de passer une bonne soirée. Mais les choses vont prendre une tournure inattendue. Paul, qui sort d'un échec amoureux, n'a plus confiance en lui et compose un personnage. Chacun va découvrir en lui le désir d'aller plus loin dans cette relation et de se mettre à nu.

## Fiche technique
- Titre : J'me sens pas belle
- Réalisation : Bernard Jeanjean
- Scénario : Bernard Jeanjean
- Photographie : Pierre Aïm
- Montage : Nathalie Hubert
- Musique : Valmont
- Décors : Laurent Allaire
- Costumes : François Billard
- Producteurs : Antoine Rein, Fabrice Goldstein, Caroline Adrian
- Société de production : Karé Productions
- Pays d'origine :  France
- Langue : Français
- Format : couleur — 35 mm — 2,35:1 — Son : Dolby
- Genre : comédie romantique
- Durée : 1 h 25 min
- Année de production : 2003
- Dates de sortie : 
  -  France : 4 août 2004

## Distribution
- Marina Foïs : Fanny Fontana
- Julien Boisselier : Paul Prozec
- Julie Durand : La voisine du dessus (Voix)
- Isabelle Nanty : Charlotte, dite Chonchon (voix, sans apparition à l'écran)
- Matthias Van Khache : Le voisin du dessus (voix)
- Didier Bénureau : Serge (voix)